# العلاقات الأوغندية العراقية
العلاقات الأوغندية العراقية هي العلاقات الثنائية التي تجمع بين أوغندا والعراق.

## مقارنة بين البلدين
هذه مقارنة عامة ومرجعية للدولتين:
| وجه المقارنة                                              | أوغندا                        | العراق                       |
| --------------------------------------------------------- | ----------------------------- | ---------------------------- |
| المساحة (كم2)                                             | 241.04 ألف                    | 437.07 ألف                   |
| عدد السكان (نسمة)                                         | 42.86 مليون                   | 38.27 مليون                  |
| الكثافة السكانية (ن./كم²)                                 | 177.81                        | 87.56                        |
| العاصمة                                                   | كامبالا                       | بغداد                        |
| اللغة الرسمية                                             | لغة إنجليزية، اللغة السواحلية | اللغة العربية، اللغة الكردية |
| العملة                                                    | شيلينغ أوغندي                 | دينار عراقي                  |
| الناتج المحلي الإجمالي (بليون دولار)                      | 25.89 مليار                   | 197.72 مليار                 |
| الناتج المحلي الإجمالي (تعادل القوة الشرائية) بليون دولار | 72.25 مليار                   | 560.73 مليار                 |
| الناتج المحلي الإجمالي الاسمي للفرد دولار أمريكي          | 705                           | 4.94 ألف                     |
| الناتج المحلي الإجمالي للفرد دولار أمريكي                 | 1.77 ألف                      | 15.06 ألف                    |
| مؤشر التنمية البشرية                                      | 0.483                         | 0.654                        |
| رمز المكالمات الدولي                                      | +256                          | +964                         |
| رمز الإنترنت                                              | .ug                           | .iq                          |
| المنطقة الزمنية                                           | ت ع م+03:00                   | ت ع م+03:00، ت ع م+04:00     |

## منظمات دولية مشتركة
يشترك البلدان في عضوية مجموعة من المنظمات الدولية، منها:
| علم المنظمة | اسم المنظمة                        | تاريخ انضمام أوغندا | تاريخ انضمام العراق |
| ----------- | ---------------------------------- | ------------------- | ------------------- |
|             | مؤسسة التنمية الدولية              | 27 سبتمبر 1963      | 29 ديسمبر 1960      |
|             | يونسكو                             | 9 نوفمبر 1962       | 21 أكتوبر 1948      |
|             | وكالة ضمان الاستثمار متعدد الأطراف | 10 يونيو 1992       | 6 أكتوبر 2008       |
|             | الأمم المتحدة                      | 25 أكتوبر 1962      | 21 ديسمبر 1945      |
|             | الاتحاد البريدي العالمي            | ?                   | ?                   |
|             | البنك الدولي للإنشاء والتعمير      | 27 سبتمبر 1963      | 27 ديسمبر 1945      |
|             | منظمة التعاون الإسلامي             | ?                   | ?                   |
|             | منظمة حظر الأسلحة الكيميائية       | ?                   | ?                   |
|             | مؤسسة التمويل الدولية              | 27 سبتمبر 1963      | 27 ديسمبر 1956      |
|             | الاتحاد الدولي للاتصالات           | 8 مارس 1963         | 12 نوفمبر 1928      |
|             | منظمة الشرطة الجنائية الدولية      | ?                   | ?                   |

## وصلات خارجية
- موقع وزارة الخارجية الأوغندية
- موقع وزارة الخارجية العراقية